# جون هيليارد كارنغي
جون هيليارد كارنغي هو سياسي كندي، ولد في 24 مايو 1865 في بيتيربوروغ في كندا، وتوفي في 10 أبريل 1937 في تورونتو في كندا. نشط حزبياً في حزب أونتاريو المحافظ التقدمي. وقد انتخب عضو برلمان مقاطعة أونتاريو ‏.